# Schloss Ratilly

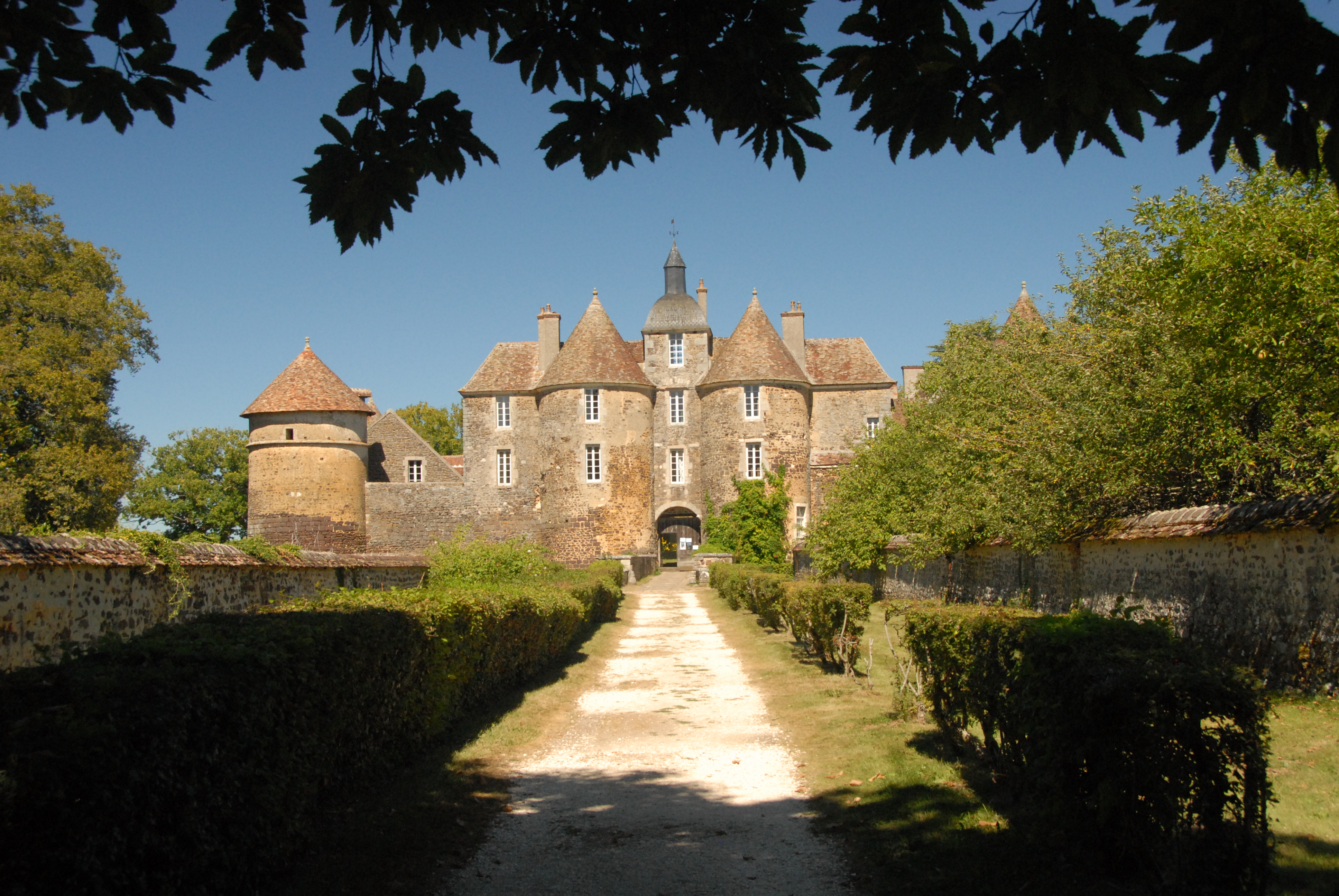
Südfassade mit Portaltürmen

Das Schloss Ratilly (französisch Château de Ratilly) liegt im Département Yonne in der Region Burgund, in der dicht bewaldeten Landschaft Puisaye und circa 25 Kilometer südwestlich von Auxerre. Es war ursprünglich eine Wasserburg.
Das gut erhaltene Ensemble aus der zweiten Hälfte des 13. Jahrhunderts ist ein vierflügeliges Bauwerk um einen fast quadratischen Innenhof, das an den Ecken von vier mächtigen Rundtürmen umstellt wird und auf der Südseite über ein Portal, von ebensolchen Türmen flankiert, erschlossen wird. Die Gebäude werden rundum von einem heute trockenen Burggraben umschlossen. 
Sie haben trotz vielfältiger späterer baulicher Maßnahmen, vor allem die nachmittelalterlichen Änderungen der südlichen Wehrbauten in wohnliche Refugien mit offenen Fensterfronten im Stil eines Schlosses, kaum etwas von dem ehemaligen wehrhaften Charakter einer Burganlage eingebüßt.
Das geschichtsträchtige Schloss ist heute ein Kulturzentrum, ein Ort an dem in jedem Sommer zahlreiche Konzerte stattfinden und zeitgenössische Künstler ausstellen. 2015 zählte die Anlage über 12.200 Besucher.

## Geschichte
Der Name „Ratilly“ ist wahrscheinlich abgeleitet von ratel (franz. = die Egge, das Fallgatter einer Burg).
Ratilly wurde mit dem Ritter Renaud de Ratilly zum ersten Mal in einer Urkunde von 1160 erwähnt. Schon im 11. Jahrhundert, als das Feudalsystem im Puisaye eingerichtet wurde, hatte man an diesem Ort eine Burg gebaut.
Um 1270 ließ Mathieu de Ratilly diese Burg bis auf die Glacis abreißen und eine neue Wasserburg errichten, die bis auf die späteren baulichen Korrekturen, mit dem heutigen Bauwerk weitgehend übereinstimmte. 
Die Festung gehörte während des Hundertjährigen Krieges zwischen 1357 und 1380 dem Herrn Guy de Vallery, der hier eine Bande bretonischer Abenteurer versorgte, die die Region ausraubten. So setzten sie etwa das Kloster Moustier in Brand. 
1485 war der Ritter Jean de Candiou Seigneur von Treigny in Ratilly. Nach seinem Tod im Jahr 1530 heiratete seine Tochter Anne Jean de la Menu, der bourbonischen Ursprungs war.
1567, zu Beginn der Religionskriege, ergriffen die Hugenotten von Ratilly Besitz und machten es zu ihrem Hauptstandort im Auxerrois. Von hier aus begingen sie zahlreiche „Plünderungen, Diebereien, Morde und Verwüstungen“.
Mit der Thronbesteigung von Henri IV 1589 trat in Ratilly erneut Ruhe ein. Mary de Puy, Gutsherr von Igny bei Paleiseau (südlich Paris), restaurierte Ratilly, wie etwa die Fenster zum Innenhof, und den Kamin im Saal der Wache, der heute unter Denkmalschutz steht, und bezog die Burg 1587. 
Seine zweite Tochter Jeanne heiratete 1616 Louis de Menou, Gouverneur des Herzogtums Saint Fargeau. Dieser restaurierte die südliche Frontseite der Burg, wobei er die beiden Türme rückseitig miteinander verband sowie die heute nicht mehr existierende Kapelle Saint Anne errichtete. Dabei entstand der große dreigeschossige „Südtrakt“des Schlosses, der den Hof auf der Südseite dominierend abschließt. 
Bei den vorgenannten „Restaurierungen“ handelt es sich um die eingangs des Artikels angekündigten „nachmittelalterlichen Änderungen der südlichen Wehrbauten in wohnliche Refugien mit offenen Fensterfronten im Stil eines Schlosses“. Zu diesen Änderungen der Wehrfunktionen müsste auch die Trockenlegung der Burggräben um die Mitte des 19. Jahrhunderts gerechnet werden.
Im November 1653 empfing Louis de Menou die „Grande Mademoiselle“, die für eine Zeit lang aus Trauer um den Tod einer Ehrendame Saint Fargeau verlassen hatte. „Das Schloss ist recht klein, ich hatte nur wenige Bedienstete und keine Kutsche… Ich verbrachte fünf bis sechs Tage in dieser Wüste...“, schreibt sie in ihren Memoiren.
1732 kaufte Louis Carré de Montgeron, Rat am Pariser Parlament, das Anwesen mit dem Ziel, dem Abbé Terrasson, der in Treigny im Exil war, bei der Verbreitung jansenistischer Ideen zu unterstützen. 1735 jedoch wurden Monsieur de Montgéron und der Abbé Terasson gefangen genommen und in der Bastille eingesperrt. Ratilly wurde daraufhin an Pierre Frappier, Gutsherr von Daline verkauft. Seine Tochter heiratet 1755 den aus einer Adelsfamilie in Auxerre stammenden André-Marie d'Avigneau.
1849 wurde der Besitz an Charles-Louis Vivien, Friedensrichter in Saint Fargeau, übertragen. Er hielt das Schloss ausgezeichnet instand und ließ unter anderem die Burggräben trockenlegen und Obstgärten anlegen.
1912 wurde Ratilly an Juliette-Ernestine Bernard, die Witwe von Charles-Joseph d’Alincourt verkauft. Sie lebte dort allein und starb 1945, ohne ein größeres Vermögen zu hinterlassen. Sie vermachte Ratilly dem Domherren Grossier, Archäologe und Lehrer im Priesterseminar von Sens mit dem Wissen, dass er es so gut wie möglich erhalten würde. In der Tat veranlasste der Domherr umfassende Reparaturen am Dach. Auf Grund seines hohen Alters fühlte er sich dieser Aufgabe bald nicht mehr gewachsen und verkaufte 1951 Ratilly an Interessenten, denen er vertraute. Käufer waren Jeanne und Norbert Pierlo, eine Töpferin und ein Schauspieler. Sie richteten in Ratilly ein Atelier de grès (= Steingutmanufaktur) ein, das sie zu einem Kulturzentrum mit Work-Shops, Konzertveranstaltungen und Ausstellungen ausbauten. Nach ihrem Tod wird das Zentrum von ihren Kindern weitergeführt, die von der Association des amis de Ratilly unterstützt werden.

## Bauwerke / Architektur

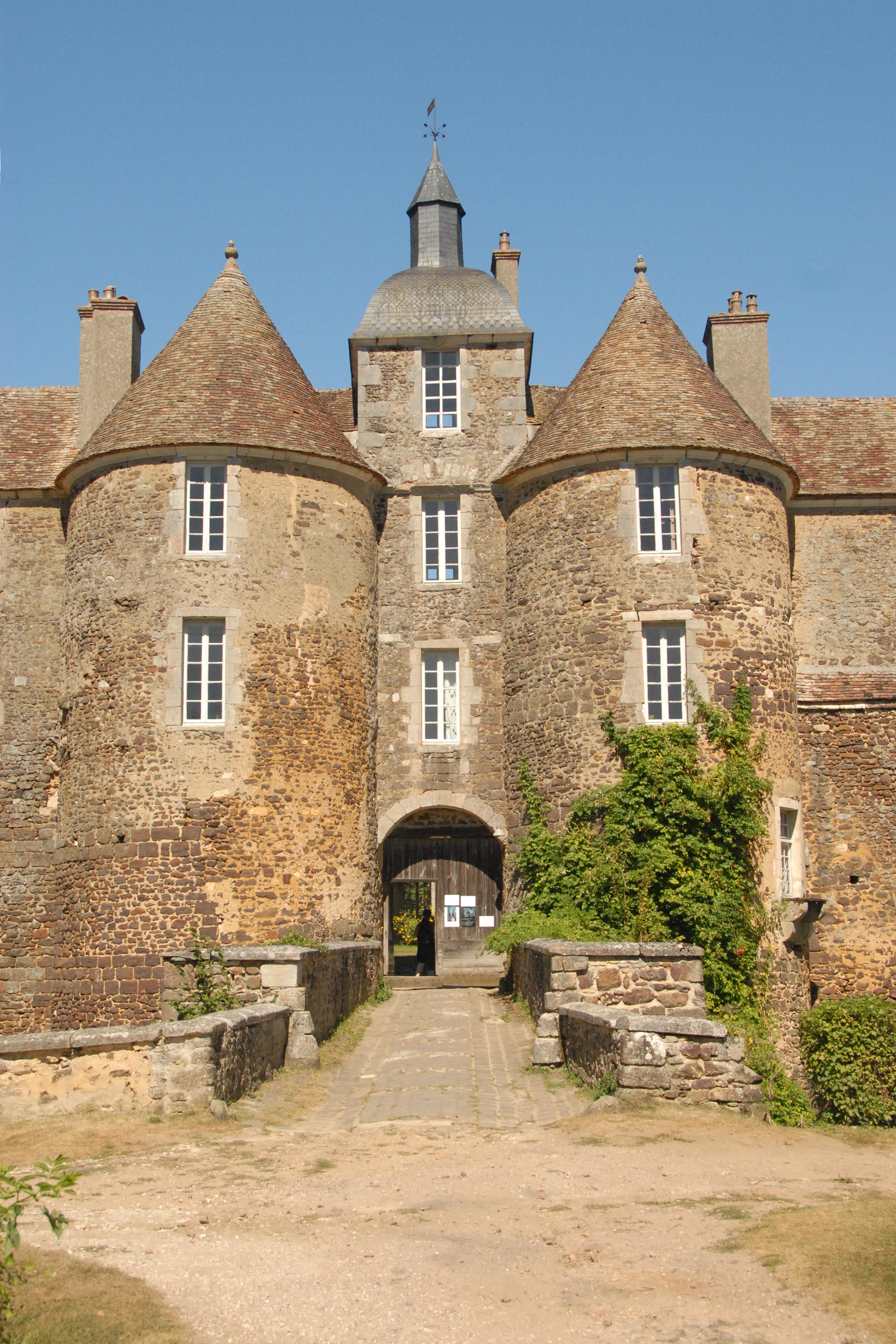
Portaltürme von Süden

Der Besucher wird begrüßt von einem einladenden Panorama der Südfassade des heutigen Schlosses, dem er sich auf einem langen geraden von Hecken gesäumten Zuweg nähert.
Ursprünglich hatte die Südfassade der ehemaligen Burg ein abweisendes und festungsartiges Aussehen, da sie, abgesehen von einigen schlitzartigen Schießscharten und dem mit einem Fallgatter geschützten Portal, gänzlich verschlossen war. Die heutigen großen Fenster sind erst in Zeiten entstanden, als solche Anlagen nicht mehr zu Verteidigungszwecken dienten und Feuerwaffen keinen Widerstand mehr boten. 
Die Fassade wird von einem breiten dreigeschossigen Trakt dominiert, in dessen Mitte sich das rundbogige Portal öffnet. Das war so groß, dass es auch Berittenen und Fuhrwerken Einlass bieten konnte. Aus dem breiten Haupttrakt treten beidseitig des Portals halbe Rundtürme hervor, die zum Schutz des Portals dienten. 
Die heute steinerne Brücke, die vom „Festland“ über den ehemals mit Wasser gefüllten Burggraben zum Portal führt, hatte einen Vorgänger in Form einer hölzernen Zugbrücke aus Holz. Die im Verteidigungsfall hochgezogene Brücke bot gemeinsam mit dem heruntergelassenen Fallgatter vor dem geschlossenen hölzernen Portal angemessenen Schutz. 
Die ehemals vermutlich zinnenbewehrten Türme werden von steil geneigten Kegeldächern überdeckt, der dahinter liegende breite Südtrakt des Schlosses, mit einem Satteldach. Die Wand zwischen den beiden Rundtürmen geht weiter oben in einen Turm mit quadratischem Grundriss über, der mit einem Helm in Form eines Pyramidenstumpfes überdeckt ist, dessen Seiten auswärts ausgerundet sind. Bekrönt wird er von einer achteckigen Laterne mit achteckigem Pyramidendach. Der Helm ist in Gegensatz zu den übrigen Dächern des Schlosses, nicht mit roten Ziegelschindeln, sondern mit kleinformatigen grauen Schieferschindeln eingedeckt. Er überragt alle anderen Türme deutlich. Die hoch aufragenden Schornsteine zeugen davon, dass die Räume des Südtraktes mit Kaminen oder Öfen beheizt werden konnten. 
Die südseitigen Außenwände des Südtraktes gehen beidseitig in deutlich niedrigere Wehrmauern über, die schon bald gegen die ersten beiden runden Wehrtürme auf den vier Ecken der Schlossanlage stoßen, die sich hinter dem Südflügel ausbreitet. Diese Türme sind etwas niedriger als die vor dem Südflügel. Von ihnen aus wurden die Wehrmauern überwacht und verteidigt.
Der südwestliche Rundturm war ein Taubenturm, in dem zahlreiche Tauben gehalten wurden und sich vermehren konnten. Innenseitig sind in den Wänden Brutnischen für etwa 1000 Nester eingelassen, in denen die Brutpaare ihre Jungen aufziehen konnten. An hölzernen Drehkreuzen ist eine Leiter aufgehängt, über die man jedes Nest, selbst in der großen Höhe, erreichen kann. Die Tauben wurden zur Bereicherung des Speisezettels der Herrschaften gehalten.
Auf der Ost- und Südwand ist je ein steinerner Aborterker installiert. Die Lage über den Burggräben deutet darauf hin, dass sie alleine für diesen Zweck angelegt waren und nicht etwa für Verteidigungszwecke, wie Wehrerker oder Maschikulis. 
Der fast quadratische Schlosshof wird allseitig von Gebäuden umschlossen, dessen Außenmauern ursprünglich die Wehrmauern bildeten und dementsprechend dicker waren und nur Öffnungen in Form von schlitzartigen Schießscharten besaßen. Auf den West-, Nord- und Ostwänden sind aus den Schlitzen nur kleine Fenster geworden. 
Diese Flügel sind hofseitig nur eingeschossig, außenseitig wirken sie durch die Grabenvertiefung zweigeschossig. In den erdgeschossigen Trakten waren das Personal, die Vieh- und Pferdeställe und die Vorratsräume untergebracht. Dementsprechend sind die hofseitigen Wände deutlich stärker durchbrochen, als die grabenseitigen. Sie sind mit Satteldächern überdeckt. 
Der Schlosshof bot Raum für Nutzgartenflächen, Lagerflächen für den Mist des Viehs, Bewegungsflächen des Kleinviehs und für Tätigkeiten des Personals. 

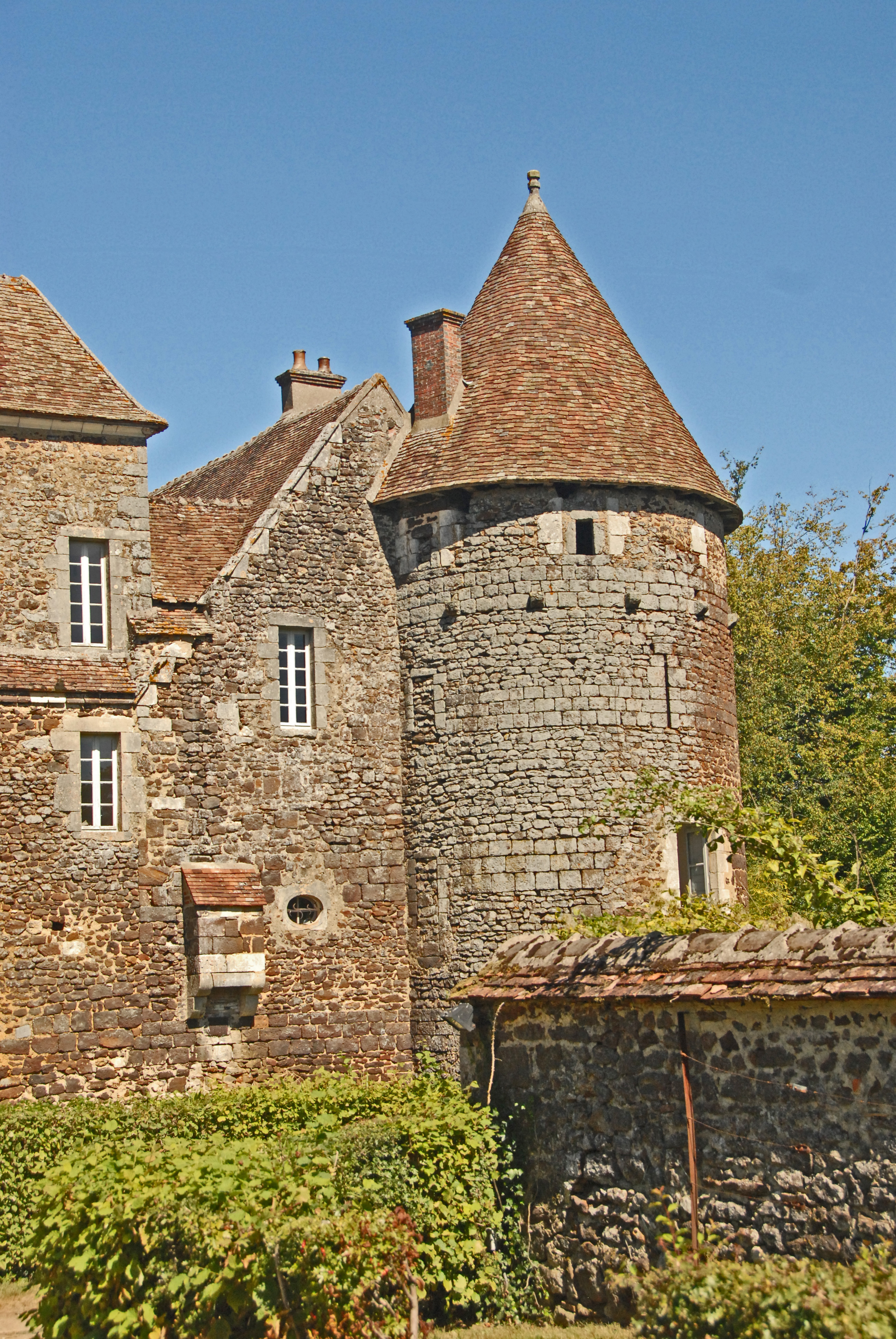
Südostturm von SW
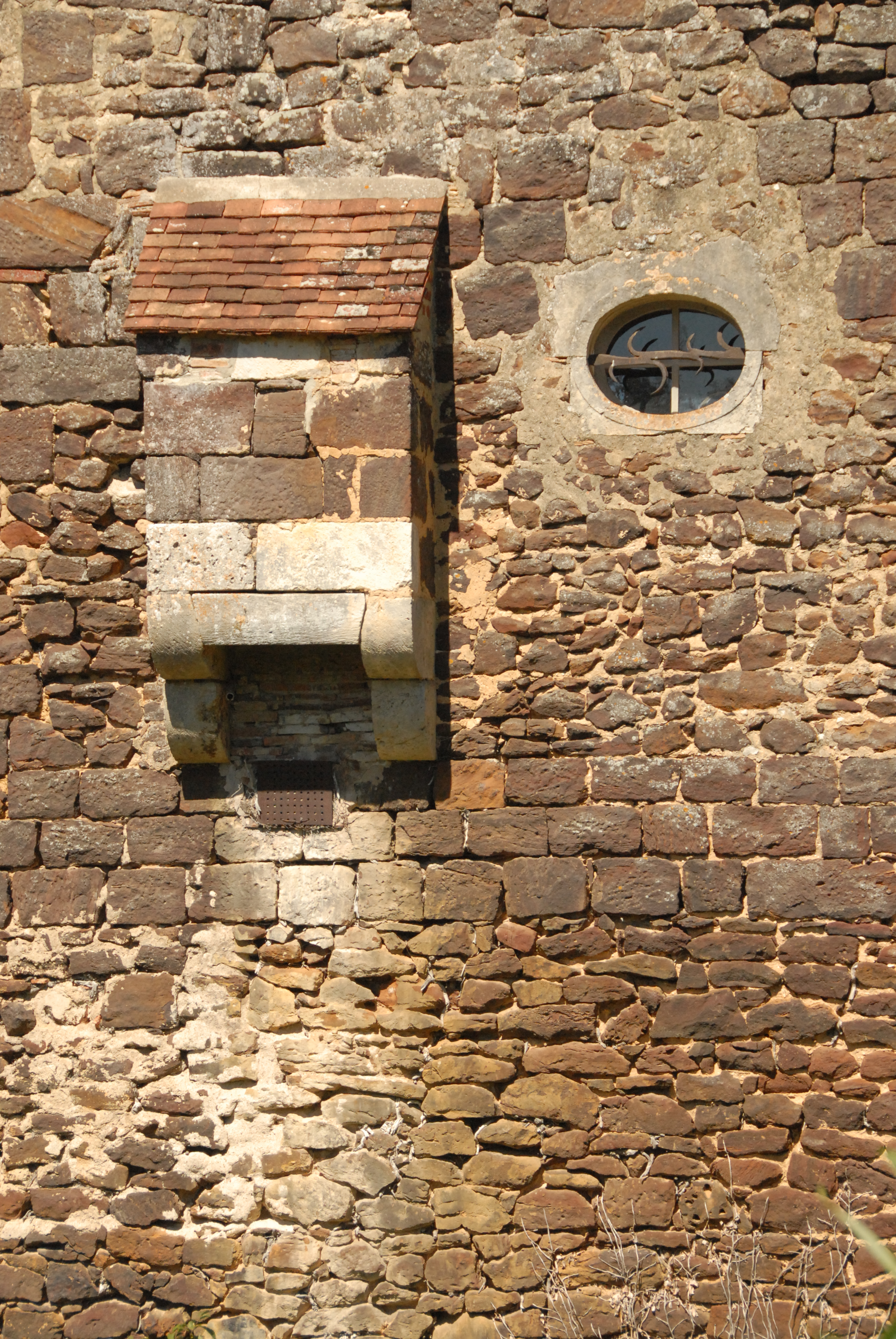
Aborterker Südwand
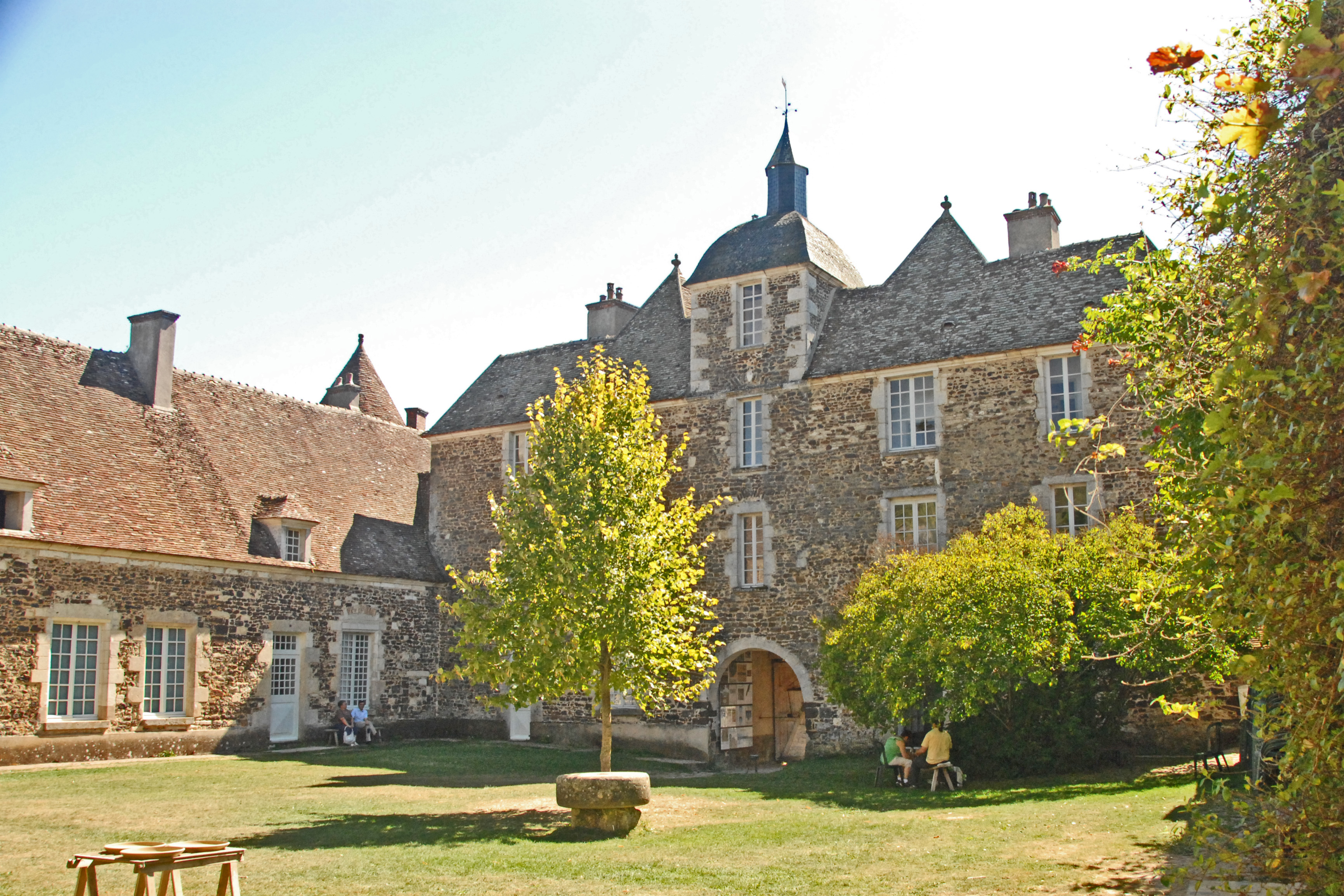
Südflügel, Hofseite
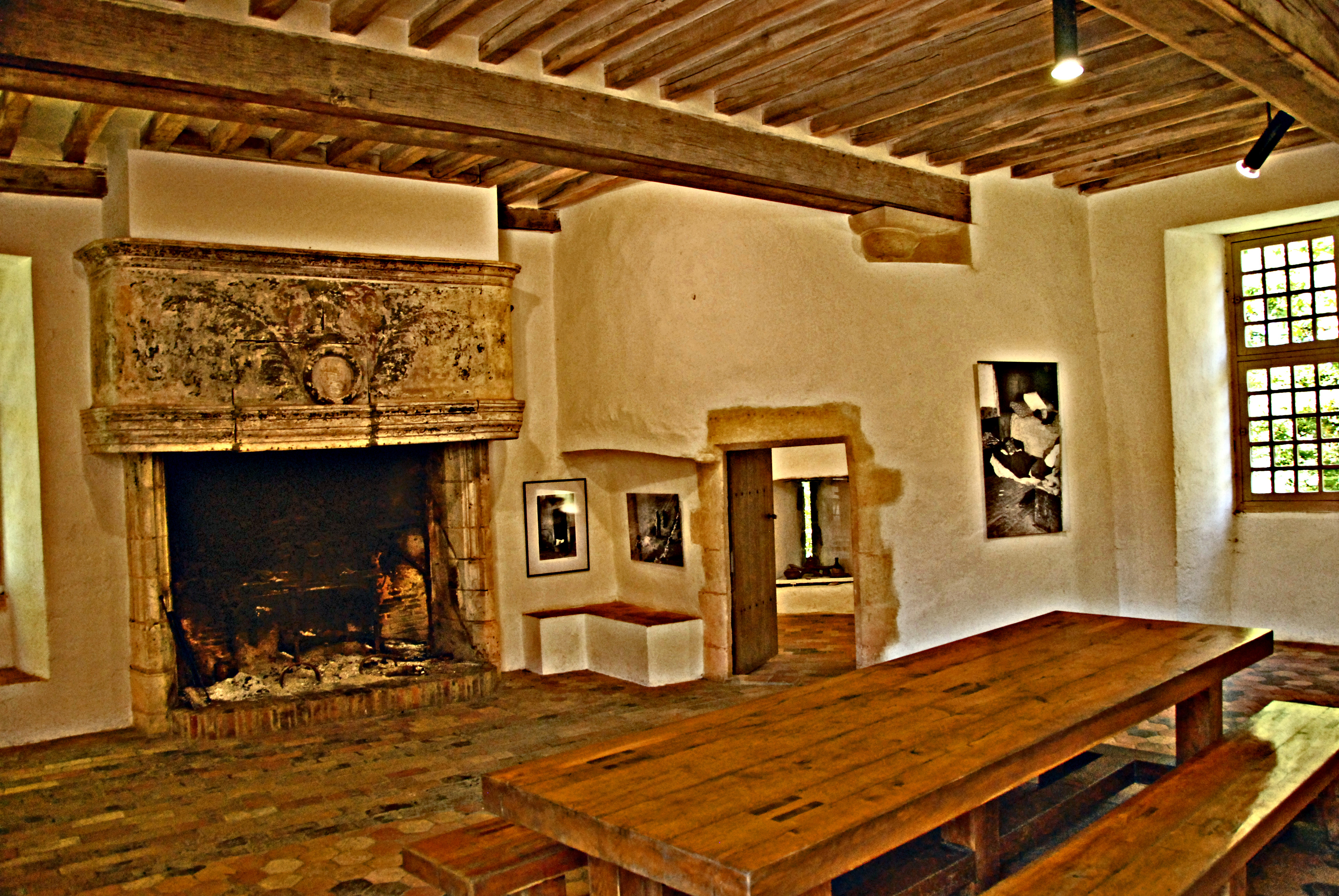
Saal der Wache mit Kamin
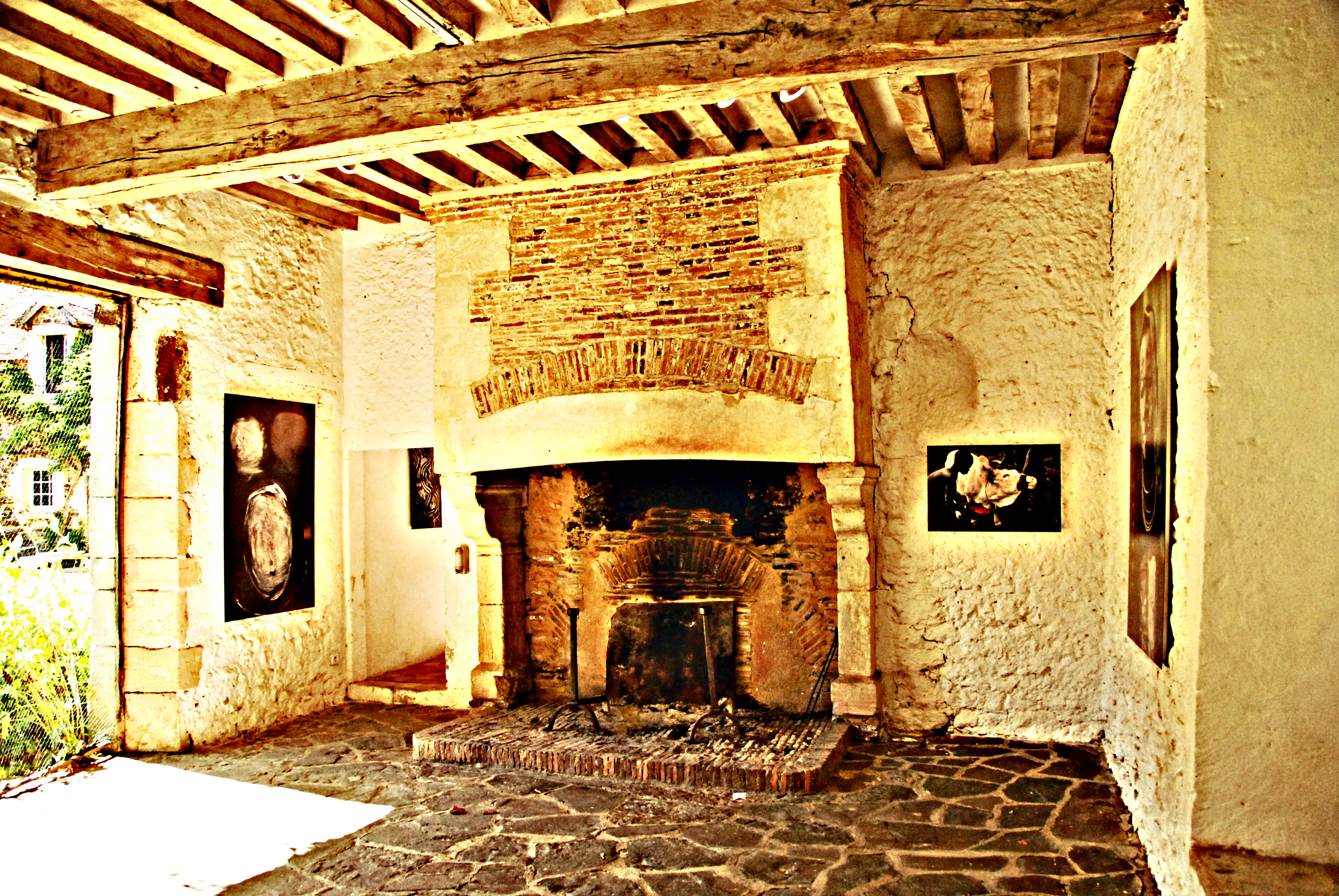
Stube mit Kamin